# Nicolas-Born-Preis für Lyrik
Der Nicolas-Born-Preis für Lyrik ist ein Literaturpreis, der zwischen 1988 und 1995 zu Ehren des Schriftstellers Nicolas Born verliehen wurde.
Der Preis wurde 1988 von Hubert Burda als Gedächtnispreis für den von ihm sehr geschätzten Schriftsteller gestiftet. 
Der Literaturpreis wurde bis zur letzten Vergabe 1995 jährlich verliehen und war mit 15.000 DM dotiert.

## Preisträger
- 1988: Uwe Kolbe
- 1989: Eva Schmidt
- 1990: Peter Waterhouse
- 1991: Ulrich Zieger
- 1992: keine Verleihung
- 1993: Durs Grünbein
- 1994: Barbara Honigmann
- 1995: Arnold Stadler